# ایزدروایا
ایزدروایا (به لاتین: Izdrevaya) یک رود در روسیه است که در استان نووسیبیرسک واقع شده‌است.